# Арсенид лития
Арсенид лития — бинарное неорганическое соединение
лития и мышьяка с формулой Li3As,
кристаллы.

## Получение
- Нагревание стехиометрических количеств мышьяка и лития в инертной атмосфере:

{\displaystyle 3{\mathsf {Li+As\ \xrightarrow {T} \ Li3As}}}

## Физические свойства
Арсенид лития образует кристаллы
моноклинной сингонии,
пространственная группа P 21/c,
параметры ячейки a = 0,579 нм, b = 0,524 нм, c = 1,070 нм, β = 117,4°, Z = 8
.